# 马德里阿托查车站
马德里阿托查车站（西班牙語：Estación de Madrid Atocha）是西班牙首都马德里最大的鐵路總站，位于阿托查街区。马德里阿托查车站有发往巴塞罗那、萨拉戈萨、塞维利亚、巴伦西亚的中长途高铁列车，该部分车站被称为阿托查城门车站（Estación de Puerta de Atocha，以位于车站原址的阿托查城门命名；此外车站还有近郊鐵路列车停靠，这部分车站被称为市郊铁路阿托查站（Estación de Atocha-Cercanías）。这些列车均由西班牙国家铁路公司RENFE运营。
2004年，包括阿托查车站在內的馬德里多條近郊鐵路車站遭受列车炸弹袭击，造成191人死亡。之后为了悼念遇难者，在阿托查车站树立了一座纪念碑。

## 车站结构

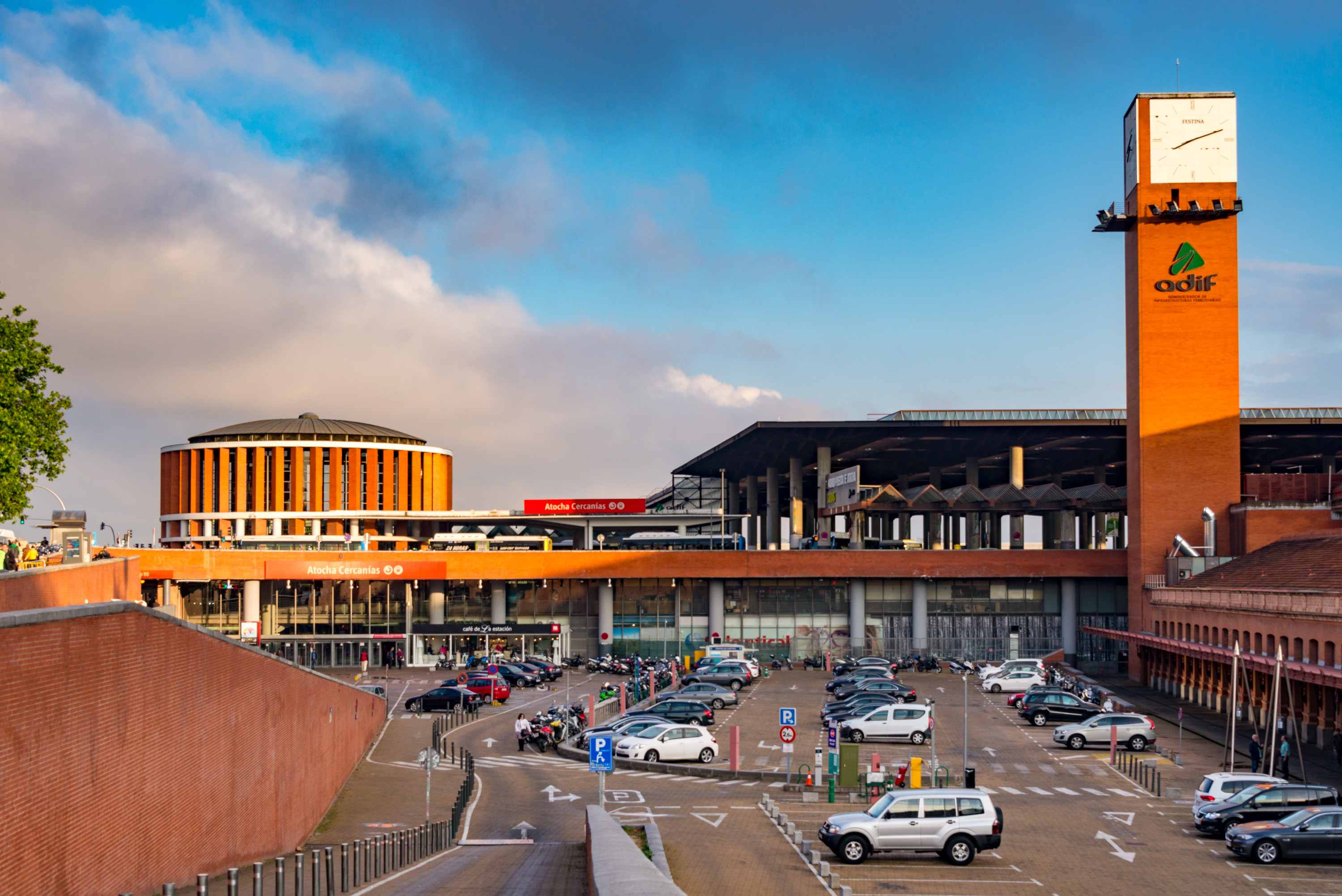
车站新站房

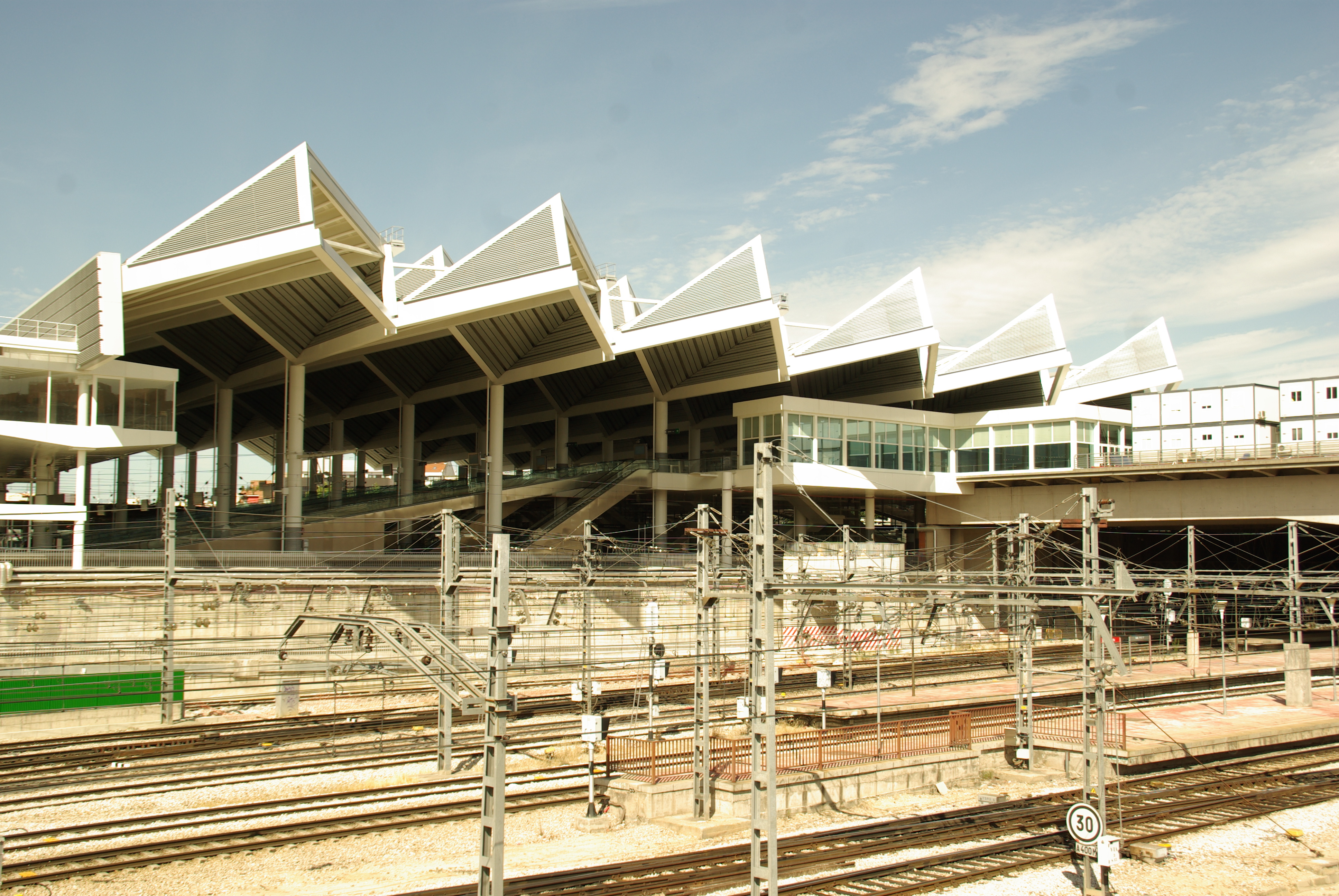
市郊铁路车站咽喉（前）和高铁站台（后）

### 长途车站
- 高速铁路候车室
- 高铁站台俯瞰
- 高铁旅客到达通道
- 西班牙国铁和法国国铁下属的Ouigo España列车停靠

### 市郊车站
- 站前广场安东尼奥·洛佩兹（西班牙语：Antonio López）雕塑《日与夜》
- 市郊铁路大堂天顶
- 市郊铁路大堂
- 市郊铁路站台